# اسوتلانا لشوکووا
اسوتلانا لشوکووا (به انگلیسی: Svetlana Leshukova) (زادهٔ ۷ ژوئن ۱۹۷۴) شناگر اهل روسیه است.